# Victor Bonnet
Pour les articles homonymes, voir Bonnet.
Victor Bonnet, né à Maintenon (Eure-et-Loir) le 22 avril 1814 et mort à Lucerne (Suisse) le 23 juillet 1885, est un économiste français, spécialiste des questions financières et monétaires.

## Biographie
Victor Bonnet est docteur de la faculté de droit de Paris.
Il est collaborateur à la Revue des deux Mondes et au Journal des économistes. 
Proche de Léon Walras, il influence notamment son explication des crises en termes de surcapitalisation. Il aide Walras à entrer en 1860 au journal La Presse grâce à son amitié avec Félix Solar.
Bonnet travaille notamment sur les cycles économiques et la monnaie. Il se positionne contre les droits de douane.
Il échoue à être élu au conseil d'administration de la Banque de France en 1869 et 1871.
Il est élu membre de l'Académie des sciences morales et politiques en février 1881.
Victor Bonnet est le père de l'inspecteur des Finances et administrateur de sociétés Edgar Bonnet.

## Publications
Ouvrages
- Questions économiques et financières à propos des crises, 1859 Texte en ligne
- Le Crédit et les banques d'émission, 1865
- Études d'économie politique et financière, 1868
- Études sur la monnaie, 1870
- La Question des Impôts, 1879

Opuscules et articles
- Protection, libre échange, 1853
- La Liberté des banques d'émission et le taux de l'intérêt, 1864
- L'Enquête sur le crédit et la crise de 1863-64, 1866
- Dégrèvement et amortissement au moyen de la conversion, 1880 Texte en ligne
- Les Budgets futurs de la France et les impôts nouveaux, 1871 Texte en ligne
- Les Impôts après la guerre, 1871
- L'Emprunt de trois milliards, 1872
- Le Paiement de l'indemnité prussienne et l'état de nos finances, 1873
- La Dépréciation de l'argent et la question monétaire, 1875
- L'Expérience nouvelle du papier-monnaie, 1876
- La Nouvelle Conférence monétaire, 1881